# Creu de terme del Masnou
La creu de terme del Masnou és una creu de terme d'estil gòtic feta de pedra de base i fust octogonal a l'interior del cementiri municipal del Masnou. La forma octogonal emfasitza el significat de l'octògon com símbol d'espiritualitat que rememora el temple del Sant Sepulcre de Jerusalem. La creu fa uns tres metres d'alçada i consta de tres parts diferenciades, totes elles amb contingut simbòlic (base, fust i creu). La major part de la decoració es concentra al cos superior.
A la base hi ha la inscripció "Anno Christi MD" (any de Crist 1500) i està decorada amb una motllura a la part superior. Miquel Garriga i Roca va dissenyar un basament per enaltir-la més i va dissenyar l'entorn amb una petita vorera octogonal i un petit espai enjardinat on s'han col·locat tres plaques commemoratives de diferents fets. En una es llegeix "Als fills del Masnou morts fora de la pàtria". En una altra "L'Ajuntament del Masnou ret homenatge a tots els marins del Masnou i del Maresme en commemoració del centenari de la Guerra de Cuba. El Masnou, 29 de novembre de 1998". Finalment, a la tercera, s'hi llegeix "A tots els masnovins morts a la guerra 1936-1939".
A la part superior del fust i envoltant-lo, a sota mateix de la creu, hi ha uns relleus antropomorfs emmarcats amb fornícules gòtiques distribuïdes al voltant del fust, que representen vuit sants no identificats a causa de la dolenta conservació de la peça.
La creu que corona la peça, decorada amb profusió de formes vegetals d'estil gòtic, consta de dos relleus disposats a cadascuna de les cares. A una d'elles hi apareix la imatge de Crist crucificat amb una calavera amb dues tíbies als seus peus que representa el crani d'Adam. A la banda oposada, hi ha la figura esculpida de la Mare de Déu amb el nen Jesús.
La creu és d'una tipologia similar a la d'altres dues creus properes: la creu de terme de Can Llaurador de Teià i la creu de terme d'Alella.

## Història
Tot sembla indicar que la creu estava situada inicialment a l'antic camí d'Alella (actual carrer de Joan XXIII), com a indicador del límit entre els termes de Teià i Alella, en l'època en què encara no existia com a municipi.
La creu va canviar d'ubicació cap al 1818 quan es va traslladar al cementiri tot just construït a la sagrera de l'església de Sant Pere. Pascual Madoz, al seu Diccionario geográfico-estadístico-histórico de 1846-1850, parla de la creu de terme:
| « | (castellà) El cementerio está a la parte norte de la iglesia, en paraje elevado y de buena ventilación: es de moderna construcción, se halla cercado de un alto muro y circuido de nichos. Un gran portal que se cierra con una verja de hierro facilita la entrada. En su centro se levanta una cruz de piedra de bastante mérito artístico, y se está construyendo la capilla sepulcral | (català) El cementiri és a la part nord de l'església, en indret elevat i de bona ventilació. És de construcció moderna, està clos per un alt mur i rodejat de nínxols. Un gran portal que es tanca amb una reixa de ferro en facilita l'entrada. Al seu centre s'aixeca una creu de pedra de bastant mèrit artístic, i s'hi està construint la capella sepulcral | » |
| — Pascual Madoz, Diccionario geográfico-estadístico-histórico de España y sus posesiones de Ultramar (1846-1850). Tom XI. Veu "Masnou". | | |   |

Amb la construcció d'un nou cementiri, l'any 1868, Miquel Garriga i Roca la va incorporar en el seu disseny, col·locant-la al bell mig del recinte, lloc que també havia ocupat a l'antic cementiri.